# Łowęcice (Grande-Pologne)
Pour les articles homonymes, voir Łowęcice.
Łowęcice (prononciation : [wɔvɛnˈt͡ɕit͡sɛ]) est un village polonais de la gmina de Jaraczewo dans le powiat de Jarocin de la voïvodie de Grande-Pologne dans le centre-ouest de la Pologne.
Il se situe à environ 4 kilomètres au sud de Jaraczewo (siège de la gmina), à 15 kilomètres à l'ouest de Jarocin (siège du powiat) et à 59 kilomètres au sud-est de Poznań (capitale régionale).

## Histoire
De 1975 à 1998, le village faisait partie du territoire de la voïvodie de Kalisz.

Depuis 1999, Łowęcice est situé dans la voïvodie de Grande-Pologne.